# Алалампи
А́лала́мпи (фин. Alalampi) — посёлок в Кааламском сельском поселении Сортавальского района Карелии.

## Общие сведения
Расположен на берегу одноимённого озера. Название переводится с финского языка как «Нижнее лесное озеро».

## Транспорт
В посёлке находится одноимённый остановочный пункт Октябрьской железной дороги.
Через посёлок проходит грунтовая дорога 86К-15 («Сюскюярви — Маткаселькя») в 18 км от трассы А121 («подъезд к МАПП "Вяртсиля"»).
Вследствие трудного доступа и отдалённости от крупных населённых пунктов посёлок занесён в Перечень труднодоступных и отдалённых местностей в Республике Карелия.

## Население
| 2002 | 2009 | 2010 | 2013 |
| ---- | ---- | ---- | ---- |
| 15   | ↘6   | ↗8   | ↘7   |